# Válka Džókjú
Válka Džókjú (japonsky 承久の乱, Džókjú no ran), známá rovněž jako povstání Džókjú či nepokoje Džókjú, bylo válečné střetnutí v Japonsku mezi vojsky bývalého císaře Go-Toby a klanu Hódžó, regentů šógunátu Kamakura, které se klášterní císař Go-Toba snažil svrhnout.
Hlavní bitva této války se vedla u města Udži nedaleko Kjóta. Byla to již třetí bitva během půl století, která se zde konala. Stalo se tak v roce 1221, což byl třetí rok éry Džókjú.

## Pozadí

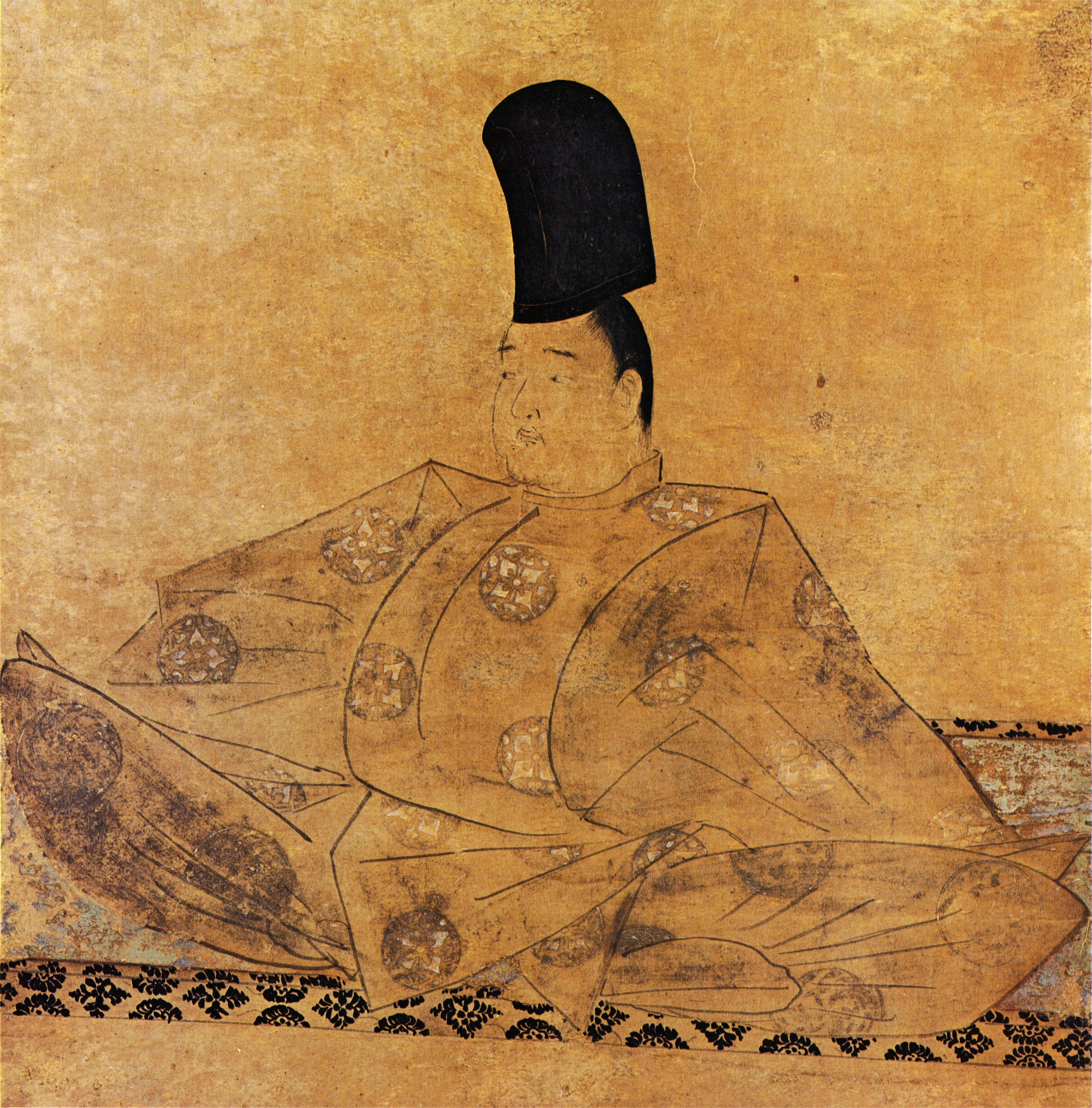
Bývalý císař Go-Toba, původce války Džókjú

Počátkem 13. století klášterní císař Go-Toba zjistil, že šógunát Kamakura blokuje jeho pokusy o politické manévry. Jelikož usiloval o nezávislost a moc, na něž měl jako japonský panovník podle svého přesvědčení právo, shromáždil roku 1221 spojence a plánoval svržení šógunátu. Jeho spojenci sestávali především z příslušníků klanu Taira a dalších nepřátel klanu Minamoto, vítězů genpeiské války a klanu šógunů.
Z tohoto období pocházejí zprávy o prvním císařském praporu. Údajně úplně první prapor prý Go-Toba předal během této války svému generálovi. Byly na něm zlatem a stříbrem vyšité nebo namalované obrazy Slunce a Měsíce na červeném brokátu.

## Provokace a útok
V pátém lunárním měsíci roku 1221 rozhodl klášterní císař Go-Toba o císařské nástupnické linii, aniž považoval za nutné se o tom předem poradit se šógunátní vládou. Potom pozval značný počet případných spojenců z řad samurajů z okolí Kjóta na velkou slavnost. Ti, kdo přijali pozvání, tak prokázali svoji oddanost císaři. Jeden významný důstojník, který pozvání odmítl a odhalil tak svoji loajalitu vůči šógunátu, byl zabit. O několik dní později prohlásil císařský dvůr regenta a představitele šógunátu Jošitokiho Hódžóa za psance. Tři dny nato pak celé východní Japonsko oficiálně povstalo.
Regent Jošitoki Hódžó se rozhodl, že ofenzivu proti Go-Tobovým silám zahájí v Kjótu. Použil při tom velmi podobnou strategii tří bojových proudů, jež byla úspěšná již o několik desetiletí dříve. Jeden proud postupoval z hor, druhý ze severu a třetí, jemuž velel Jošitokiho syn Jasutoki, pochodoval po Východní přímořské cestě Tókaidó.
Tyto jednotky se na své cestě do hlavního města setkaly jen se slabým odporem. Císařské vojsko bylo snadno přemoženo v sérii šarvátek. Jakmile se Go-Toba doslechl o těchto porážkách, opustil město a vydal se na horu Hiei, kde v klášteře Enrjakudži žádal válčící mnichy sóhei o pomoc. Jeho prosba však byla odmítnuta a bývalý císař se vrátil do Kjóta. Zbytky císařského vojska se seskupily k poslednímu boji u mostu přes řeku Udži, kde se před 41 lety uskutečnila úvodní bitva genpeiské války. Jasutokiho jízda prorazila císařskou přední linii, rozprášila nepřátelské síly a postupovala bez dalšího odporu na Kjóto.
Šógunátní armáda obsadila hlavní město, což znamenalo konec Go-Tobova povstání, tedy války Džókjú. Bývalý císař Go-Toba byl vykázán do exilu na ostrovy Oki (severně od jižní části Honšú), kde v roce 1239 zemřel a byl tam pohřben. Později byly jeho ostatky přeneseny do Kjóta. Jeho synové včetně bývalého císaře Cučimikada byli vyhnáni do provincie Tosa, zatímco bývalý císař Džuntoku byl vypovězen do města Sado v prefektuře Niigata. Džuntokova prvorozeného syna císaře Čúkjóa, který nedávno usedl na Chryzantémový trůn, nahradil Go-Tobuv synovec Go-Horikawa.